# Andersen-Grundschule
Die Andersen-Grundschule ist eine öffentliche Grundschule in der Kattegatstraße in Berlin-Gesundbrunnen, in der Nähe des S-Bahnhof Wollankstraße. Die Namensgebung lässt sich auf den dänischen Dichter Hans Christian Andersen zurückführen. Das als 4. Gemeindeschule Pankow errichtete Gebäude ist ein gelistetes Baudenkmal.

## Geschichte
Das Schulgebäude wurde 1898 nach dem Entwurf von Haikradt unter dem Bauherrn der Gemeinde Pankow errichtet. Die Ausführung oblag Hanke. Am 10. April 1899 wurde sie als 4. Gemeindeschule Pankow eröffnet. Die damals noch 358 Schüler wurden von insgesamt 5 Lehren unterrichtet. Während des Ersten Weltkrieges wurde der Schulbetrieb eingestellt und eine temporäre Kaserne eingerichtet. Zur Wiederaufnahme des Schulbetriebs erhielt die Schule Elektrizität und eine Klingelanlage. 1938, nachdem das Gebiet durch die Bezirksreform von 1938 an den Bezirk Wedding gelangte, wurde die Schule in 39. Volksschule Wedding umbenannt. Während des Zweiten Weltkriegs wurde die Schule stark beschädigt und wurde nach Kriegsende am 4. Juni 1945 als Mädchenschule wiedereröffnet. Im Jahr 1951 wurde sie zur 27. Grundschule mit den Klassen 1–6 umbenannt. Ein Jahr später wurden die Reparaturen der Kriegsschäden an der Turnhalle abgeschlossen. Ihren heutigen Namen erhielt die Schule am 13. September 1954 durch eine Senatsbeschluss. Der Schulhof wurde saniert und umgestaltet. Im Jahre 2009 wurde die Sporthalle saniert.

## Schulprofil
Die Andersen-Grundschule ist eine Ganztagsschule in offener Form. Sie setzt einen besonderen Fokus auf soziales, kreatives und demokratisches Lernen. Die Schule versucht schon früh demokratische Grundsätze zu vermitteln. So tagen beispielsweise Klassenrat, Schülerrat und die Schülerjury regelmäßig. Das kreative Lernen wird durch verschiedene Projekte wie Theaterprojekte, dem Chor, regelmäßige Basteltage und eine Schreibwerkstatt gefördert.

## Gebäude
Das dreigeschossige Schulgebäude wurde zur Straße hin ausgerichtet. Von dem Hauptgebäude schließen sich zwei Flügelbauten, welche von der Straßenseite wegführen, an, sodass ein dreiseitig geschlossener Schulhof entsteht. Das Bauwerk wird durch seine traditionelle spätklassizistische Bauweise charakterisiert. Diese Bauweise spiegelt sich in der verklinkerten Backsteinverkleidung und den regelmäßig aufgereihten Segmentbogenfenstern. Die gotisierenden Dekorationen an der Fassade lehnen sich jedoch eher an die märkische Backsteingotik an. Die Gesimse und die Fensterbänke sind mit schwarz glasierten Ziegeln betont. Der Bereich der Aula hebt sich durch seine großen Maßwerkfenster, welche aus einzelnen Spitzbogenfenstern, runden Öffnungen und verputzten Zwickeln bestehen, aus der Fassade hervor.